# Tomasz Polanowski (opat)
Tomasz Polanowski herbu Starykoń OSB (ur. data nieznana, zm. 18 lipca 1582) benedyktyn tyniecki przez 30 lat, następnie wybrany został Opatem (klaustralnym) klasztoru na Świętym Krzyżu w latach 1576–1582.

## Życiorys
Pochodzi z rodziny Polanowskich herbu Stary Koń osiedlonych w ziemi krakowskiej, gniazdo rodowe wieś Polanowice od której nazwisko przybrali.

Jego przodek Stanisław był opatem Cystersów, w roku 1463 cytowany w Aktach Krakowskich.
Tomasz Polanowski był synem Mikołaja i Anny Otwinowskiej miał dziesięcioro rodzeństwa 5 sióstr i 5 braci. O jednym z nich Janie wiadomo że przemysłem doszedł do znacznego majątku.
Z zapisów historycznych wiadomo, że któryś z krewnych opata był dzierżawcą Pietrzejowic, Przezwodów, wsie te były własnością Benedyktynów Świętokrzyskich.
Jak pisze Paprocki w młodości przejawiał zamiłowanie do nauk, wstąpił do zakonu Św. Benedykta w Tyńcu, gdzie przebywał 30 lat. Opactwo na Św. Krzyżu było ukoronowaniem jego posługi.

Zmarł w roku 1582. Paprocki nazywa go wielkim chlebodawcą i choć w swoim Herbarzu o tym nie pisze to właśnie Polanowski nadał mu lokację wsi Wola Paprocka z prawem dziedziczenia na 100 lat (obecnie Paprocice)

## Życie zakonne
Osadził dwie nowe wsie:
Hucisko 1576-82 opat Tomasz Polanowski lokuje wieś Hucisko od 1594 wieś włączona do stołu konwentu świętokrzyskiego skąd 20 grzywien dziesięciny szło dla zakonników. (Dawne Hucisko to obecnie Trzcianka koło Wólki Milanowskiej) 
Wola Paprocka, skąd tyleż złotych po 12 latach zwolnienia iść miało na stół opaci.
Przed rokiem 1577 opat Polanowski przywrócił konwentowi świętokrzyskiemu wieś Prawęcin, zabraną przez poprzedniego opata do własnego stołu. podobnie uczynił z wsią Jeżów.
W roku 1584 zamierzał przeznaczyć dochód z dziesięcin w Paprockiej Woli na prebendę dla kościoła klasztornego, ale śmierć przeszkodziła w realizacji tego zamiaru.